# Каєтан Крашевський
Крашевський Каньова Каєтан (1827—1896) польський літератор, астроном, музикант, автор оповідань і повістей.
Батьком Каєтана опікувалися родичі, зокрема бабуся, дядько-полковник Богуслав Крашевський та брат Антоній. Ян закінчив Любешівський колегіум католицького ордену піарів.

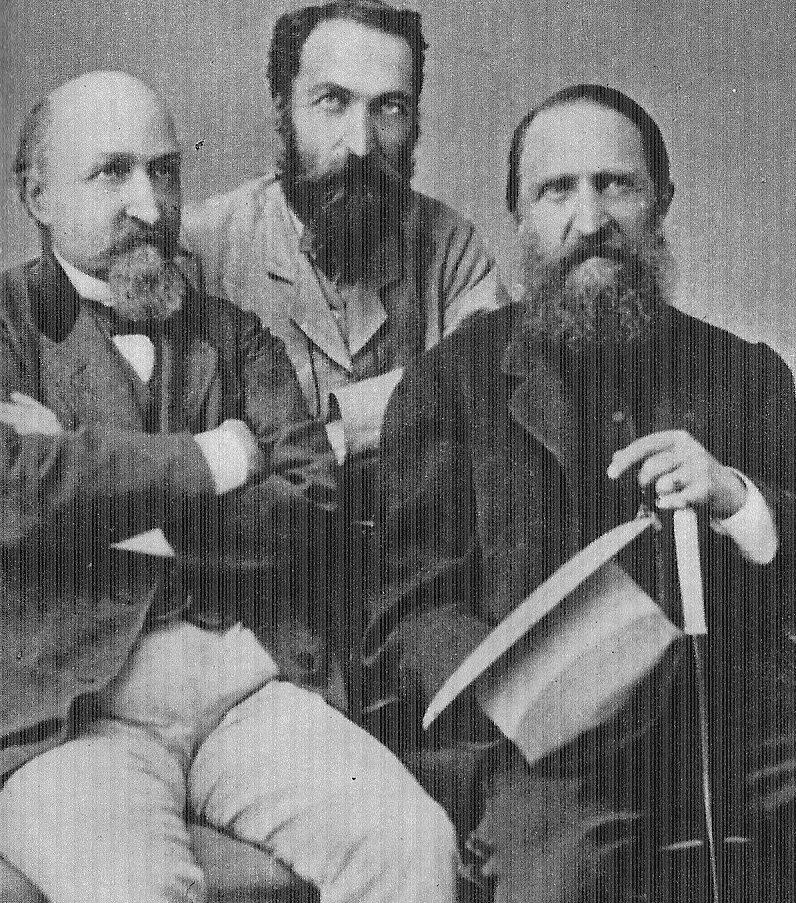
Люціан, Каєтан та Юзеф Крашевські

Написав історію роду Крашевських (1861).
Він автор історичних повістей «Берестейський конюший», «Зі спогадів каштеляна», «Потурнаки», змістовно пов’язаних із Поліссям. А ще у Каєтана є «Монографія дому Крашевських», написана в 1861 році. Створена вона на основі хронік та сімейних документів. А вміщені в ній цікаві відомості про представників різних гілок роду Крашевських. Кілька сторінок монографії присвячено селу Борове Пінського повіту.
Батько Богуслава Крашевського.
Ще один з братів — Люциан — польський і білоруський художник і фотограф, один з фундаторів польської художньої фотографії.
Виховували його в Романові (Люблінське воєводство, Польща), під опікою бабці Зофії Мальської (пол. Zofia Malska) та прабабці Констанції Новомєйської (пол. Konstancja Nowomiejska). Виніс звідти перше зацікавлення культурою і літературою.
Був одним з авторів до статей 28-томної Енциклопедії Оргельбрандта з 1859-1868. Його ім'я є в першому тому з 1859 року на листі творців тої енциклопедії.
Псевдо Chorążyc, Kaniowa.

## Твори
- Монографія